# NGC 2687/2
NGC 2687/2 је спирална галаксија у сазвежђу Велики медвед која се налази на NGC листи објеката дубоког неба.
Деклинација објекта је + 49° 9' 22" а ректасцензија 8h 55m 5,8s. Привидна величина (магнитуда) објекта NGC 2687 износи 15,7 а фотографска магнитуда 16,5. NGC 26872 је још познат и под ознакама NGC 2687B, MCG 8-16-39, VV 765, PGC 25030.